# Las grandes bañistas (Cézanne, Filadelfia)
Las grandes bañistas es un cuadro del pintor francés Paul Cézanne. Está realizado en óleo sobre lienzo. Mide 208 cm de alto y 251 cm de ancho. Fue pintado en 1906. Se encuentra en el Museo de Arte, Filadelfia, Estados Unidos.
Es la tela más grande jamás pintada por Cézanne, que la trabajó durante siete años en el estudio que tenía en Lauves, y es la más trabajada de las tres versiones juzgadas conclusivas del tema de los bañistas, tratado reiteradamente por el pintor, desde 1870 hasta su fallecimiento en 1906. Se considera que este cuadro puede estar inacabado. 
La gama de los colores está reducida a tonos sobrios: ocre, malva y verde o azul verdoso.
El cuadro se compone en torno a dos grupos de figuras de bañistas, entre las que hay una mancha blanca que podría ser un perro. Están a la orilla de un río, en el que puede verse a una figura nadando. Más allá, en línea con el perro y la nadadora, dos figuras en la otra orilla; y, detrás de ellos, un castillo. Hay dos grupos de árboles inclinados que forman una especie de bóveda por encima de las bañistas, y que se abren a la lejanía, a una profundidad central. 
Los cuadros de los bañistas serán fundamentales para la historia posterior del arte, influyendo profundamente a todos los protagonistas de la vanguardia, desde Matisse a Braque, de Picasso a Moore. Este estilo final de Cézanne anuncia ya el cubismo.